# Dan Harris
Dan Harris (Kingston, 29 agosto 1979) è un regista, sceneggiatore e produttore cinematografico statunitense.

## Biografia
Nato nel municipio di Kingston, ha frequentato la scuola media "Wyoming Valley West", e l'istituto di istruzione superiore "Wyoming Seminary". Ha ricevuto il diploma alla Columbia University. 

### Carriera
Il suo primo lavoro è stato il corto Urban Chaos Theory, presentato al "NoDance Film Festival" e premiato col Grand Jury Prize for Best Short Film. 
La sua seconda opera è stata invece mostrata al Sundance Film Festival all'edizione 2002. 
Il debutto cinematografico è stato nel 2004, sceneggiando e dirigendo il lungometraggio Imaginary Heroes, con interpreti del calibro di Sigourney Weaver e Jeff Daniels. 
La pellicola è stata presentata alla première della 29{\displaystyle esima} edizione del Toronto Film Festival, e sempre nel 2005 ha ricevuto uno speciale premio per la buona regia dal National Board of Review of Motion Pictures. 
Dal 2005 è in partnership con Michael Dougherty, col quale ha scritto la sceneggiatura del blockbuster Urban Legend: Bloody Mary e gli adattamenti da fumetto, Superman Returns e X2: X-Men United.
Sempre lo stesso anno, è entrato nella top ten degli sceneggiatori più in vista dell'anno, stilata da Variety Magazine.
Nel 2008 è stato impegnato con Dougherty nello scripting di Man of Steel, sequel in pre-produzione di "Superman Returns". Dopo le prime dichiarazioni concernenti gli sviluppi della sceneggiatura, i due sono stati licenziati in ottobre su commissione della Warner Bros.
Dopo essere stato liquidato dagli studi Bros, Harris si è dedicato a sceneggiare l'adattamento del best seller I, Lucifer; titolato omonimamente.

## Filmografia

### Regista
- Dancing with Agnes (cortometraggio) (1999)
- Urban Chaos Theory (cortometraggio) (2000)
- The Unbreakable Likeness of Lincoln (cortometraggio) (2000)
- The Killing of Candice Klein (cortometraggio) (2002)
- Imaginary Heroes (2004)
- I, Lucifer (2009, in pre-produzione)
- Speech & Debate (2017)

### Sceneggiatore
- Dancing with Agnes (cortometraggio) (1999)
- Urban Chaos Theory (cortometraggio) (2000)
- The Killing of Candice Klein (cortometraggio) (2002)
- X-Men 2 (2003)
- Imaginary Heroes (2004)
- Urban Legend 3 (Urban Legends: Bloody Mary) (2005)
- Superman Returns (2006)
- Until Death (2007)
- Charlie Chan (2009, annunciato)
- I, Lucifer (2009, in pre-produzione)

### Produttore
- Urban Chaos Theory (cortometraggio) (2000)
- The Killing of Candice Klein (cortometraggio) (2002)
- La vendetta di Halloween (2008)